# مادلن لوبو
ماری مادلن برت لوبو (فرانسوی: Marie Madeleine Berthe Lebeau‎؛ زاده ۱۰ ژوئن ۱۹۲۳ – درگذشته ۱ مهٔ ۲۰۱۶) هنرپیشه فرانسوی بود. وی بین سال‌های ۱۹۳۹ تا ۱۹۷۰ میلادی فعالیت می‌کرد. پس از مرگ جوی پیج در آوریل ۲۰۰۸، مادلن لوبو آخرین بازمانده از گروه بازیگران فیلم کازابلانکا بود.

## زندگی‌نامه
مادلن لوبو در سال ۱۹۲۳ در آنتونی، او-دو-سن به دنیا آمد. در ژوئن ۱۹۴۰ همراه همسرش، مارسل دالیو بازیگر معروف فرانسوی که یهودی بود، از فرانسه تحت اشغال نازی‌ها گریخت. این زوج بازیگر نهایتاً خود را به هالیوود رساندند.
مادلن و مارسل در کازابلانکا (۱۹۴۲، مایکل کورتیز) بازی کردند. لوبو که در زمان ساخت فیلم ۱۹ سال داشت در کازابلانکا نقش معشوقه دل شکسته همفری بوگارت را بازی می‌کند. در صحنه مشهور این فیلم پس از آنکه مشتریان ضد نازی کافه ریک سرود ملی فرانسه را می‌خوانند، او با چشمانی اشک‌بار فریاد می‌کشد «زنده‌باد فرانسه».
لوبو پیش از آنکه به فرانسه بازگردد، در دو فیلم دیگر آمریکایی هم بازی کرد. بازی او در نقش بازیگر فرانسوی عصبی در فیلم ۱/۲ ۸ (۱۹۶۳، فدریکو فلینی) از کارهای مشهور است.
مادلن لوبو روز اول مه ۲۰۱۶ در سن ۹۲ سالگی اندکی پس از شکستن استخوان ران پایش در استیپونا، اسپانیا درگذشت. کارلو آلبرتو پینلی، فیلمساز و پسرخوانده مرگ خانم لوبو را به هالیوود ریپورتر گزارش داد.

## برگزیده فیلمشناسی
- جلوی سحر را بگیرید (۱۹۴۱)
- کازابلانکا (۱۹۴۲)
- راه جوانی (۱۹۵۹)
- ۱/۲ ۸ (۱۹۶۳)